# Rumieniak piaskowy
Rumieniak piaskowy (Clitopilus caelatus (Fr.) Vila & Contu) – gatunek grzybów należący do rodziny dzwonkówkowatych (Entolomataceae).

## Systematyka i nazewnictwo
Pozycja w klasyfikacji według Index Fungorum: Clitopilus, Entolomataceae, Agaricales, Agaricomycetidae, Agaricomycetes, Agaricomycotina, Basidiomycota, Fungi.
Po raz pierwszy takson ten zdiagnozował w 1838 r. Elias Fries nadając mu nazwę Agaricus caelatus. Obecną, uznaną przez Index Fungorum nazwę nadali mu w 2009 r. Jordi Vila i Marco Contu przenosząc go do rodzaju Clitopilus. 
Synonimy:

- Agaricus caelatus Fr. 1838
- Clitopilus caelatus (Fr.) Kühner & Romagn. 1953
- Gyrophila caelata (Fr.) Quél. 1886
- Rhodocybe caelata (Fr.) Maire 1926
- Tricholoma caelatum (Fr.) Gillet 1874

Nazwę polską zaproponował Władysław Wojewoda w 2003 r. (dla synonimu Rhodocybe caelata). Po przeniesieniu gatunku do rodzaju Clitopilus jest niespójna z nazwą naukową.

## Morfologia
Kapelusz
Średnica 5–30 mm, kształt początkowo wypukły, potem płaskowypukły z wgłębieniem, lub bez. Brzeg początkowo podwinięty, potem prosty. Jest słabo higrofaniczny, w stanie wilgotnym nieprążkowany i nie półprzezroczysty. Powierzchnia o barwie od ciemnoszarej do szarobrązowej, jaśniejsza przy brzegu, w stanie suchym lekko wyblakła, u młodszych owocników połyskująca, u starszych błyszcząca.
Hymenofor
Blaszkowy. Blaszki w liczbie 20–25, dość odległe, szeroko przyrośnięte, często zbiegające z ząbkiem, czasami anastomozujące, początkowo łukowate, potem brzuchate, o szerokości do 3,5 mm. Początkowo są kremowe, potem różowe. Ostrza równe, tej samej barwy.
Trzon
Wysokość 20–40 mm, grubość 2–3 mm, cylindryczny, czasami wygięty, początkowo pełny, potem pusty. Powierzchnia o barwie sepii lub szarobrązowej, początkowo delikatnie owłosiona, potem gładka i błyszcząca.
Miąższ
Cienki, w kapeluszu tej samej barwy co powierzchnia, lub nieco jaśniejszy, w trzonie jaśniejszy i włóknisty.
Cechy mikroskopowe
Zarodniki  o rozmiarach 6,5–9 × 4–5 μm. Kształt elipsoidalny do podłużnego, delikatnie drobnokanciaste. Podstawki 4–sterygmowe, o rozmiarach 18–32 × 6–9 μm. Pseudocystydy liczne, o szerokości 4–12 μm, o kształcie od cylindrycznego do maczugowatego, czasami ze stożkowym końcem, wewnątrz ziarniste. Strzępki w zewnętrznej warstwie kapelusza wąskocylindryczne, o grubości 3,5–7 μm. Warstwa podskórkowa nieregularna, złożona z silnie splecionych, ciasno upakowanych cylindrycznych strzępek. Strzępki skórki i tramy kapelusza inkrustowane. Brak sprzążek.

## Występowanie i siedlisko
Opisano jego występowanie głównie w Europie i Ameryce Północnej. Jest tutaj szeroko rozprzestrzeniony, ale rzadki. Poza tym występuje na pojedynczych stanowiskach w Argentynie i Maroku. W polskim piśmiennictwie naukowym do 2003 r. podano jedno tylko stanowisko w Puszczy Białowieskiej (1968). Więcej i aktualnych stanowisk tego gatunku podają natomiast hobbyści na internetowej stronie Atlasu grzybów Polski. Znajduje się na Czerwonej liście roślin i grzybów Polski. Ma status E – gatunek zagrożony wymarciem, którego przeżycie jest mało prawdopodobne, jeśli nadal będą działać czynniki zagrożenia. Znajduje się na listach gatunków zagrożonych także w Niemczech, Danii, Holandii.
Saprotrof. Siedlisko: tereny trawiaste i wrzosowiska, zwłaszcza na kwaśnej i piaszczystej glebie. Owocniki pojawiają się od lipca do listopada.

## Gatunki podobne
Bardzo podobny jest Rhodocybe arenicola. Wydaje się, że brak powodu, by uważać je za odrębne gatunki.